# Горілка

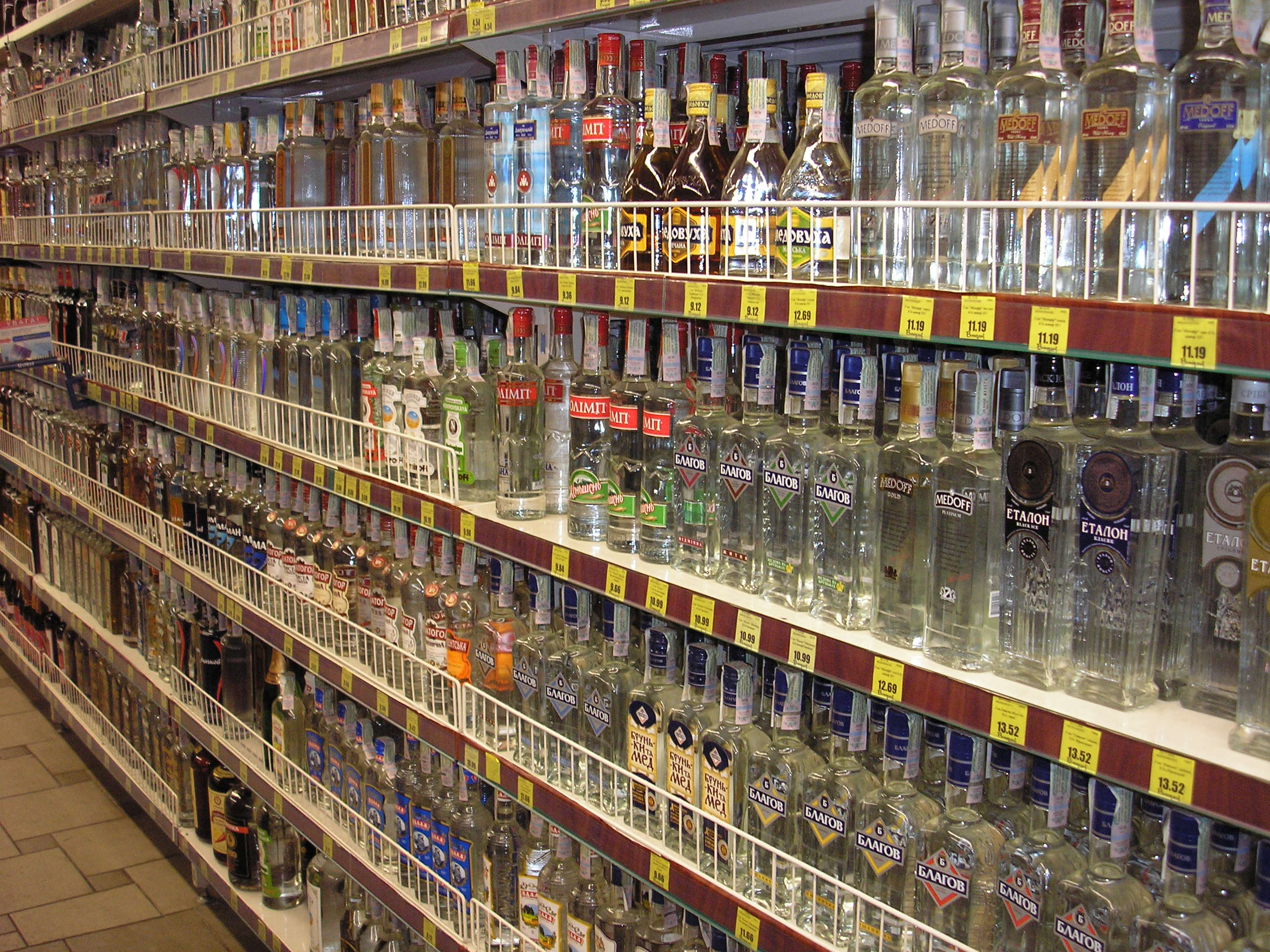
Полиця з українською горілкою в магазині

Горі́лка (діал. горівка), або окови́та (лат. aqua vita — вода життя, жива вода) — міцний алкогольний напій з очищеного спирту. Горілка складається з розчину етилового спирту у воді, зазвичай — 40 % (об'ємних одиниць). Промислово виготовляється з якісних злакових спиртів високого очищення.
За межами України словом «горілка» називають українську гірку настоянку — перцівку[джерело?].
Горілку, виготовлену в домашніх умовах, називають самогон або самогонка. Основною сучасною сировиною для виготовлення самогонки є цукровий буряк або зроблений з нього цукор.

## Походження назви
Походження слова «горілка» пов'язане зі словом «горіти». Найімовірніше, назва походить від того, що при виготовленні горілки одним з показників її міцності є контроль за допомогою підпалювання пробної порції. Якщо вміст спирту достатній, рідина займається синюватим або зеленуватим (коли є присутність гідрооксиду міді) полум'ям, а якщо вміст C2H5OH замалий — горіння не відбувається взагалі.
Через здатність міцних напоїв горіти, американські індіанці усі міцні алкогольні напої називали «вогняною водою». Схоже походження назв горілки в німецькій та польській мовах — «брантвайн» та «гожалка». У московських документах 1653 р. згадується рос. «горячее вино», тобто таке, яке горить.

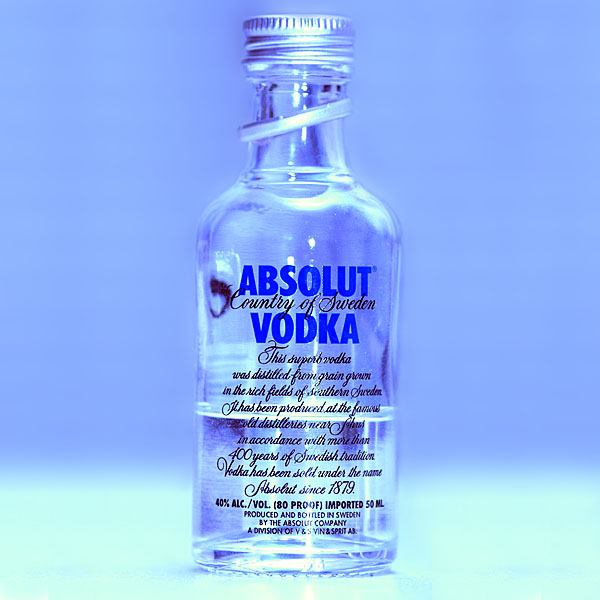
Пляшечка шведської горілки Absolut (50 мл)

Можливо, основою для виникнення слова стало скорочення якогось словосполучення, вживаного на позначення горілки, штибу горіле вино (порівняйте із старим горѢлое вино, горіла(я) вода або старочеським paléna voda, звідки чеське pálenka). Припущення про можливість виникнення пол. gorzałka, отже й українського горілка внаслідок калькування раннього нвн. der brannte Wein (пізніше нім. der gebrannte Wein, нововерхньонімецьке Branntwein) «горілка» не досить обґрунтоване. Малоймовірна думка про утворення рос. [горе́лка] за зразком пол. gorzałka, природніше вважати його наслідком українського впливу.
Спільнослов’янська лексема «водка» відома ще в староукраїнській мові у XVII сторіччі як синонім до слова «горілка».
В російській мові горілку називають «водка». Проте, в давнину слово «водка» означало не спиртний напій для сп'яніння, а настоянку лікарських трав для зовнішнього і внутрішнього застосування. Водки розрізнялись за напрямком лікувальної дії: рос. «водка желудочная», «водка лёгочная», «водка сердечная». Дози не перевищували половину ложки.

## Історія

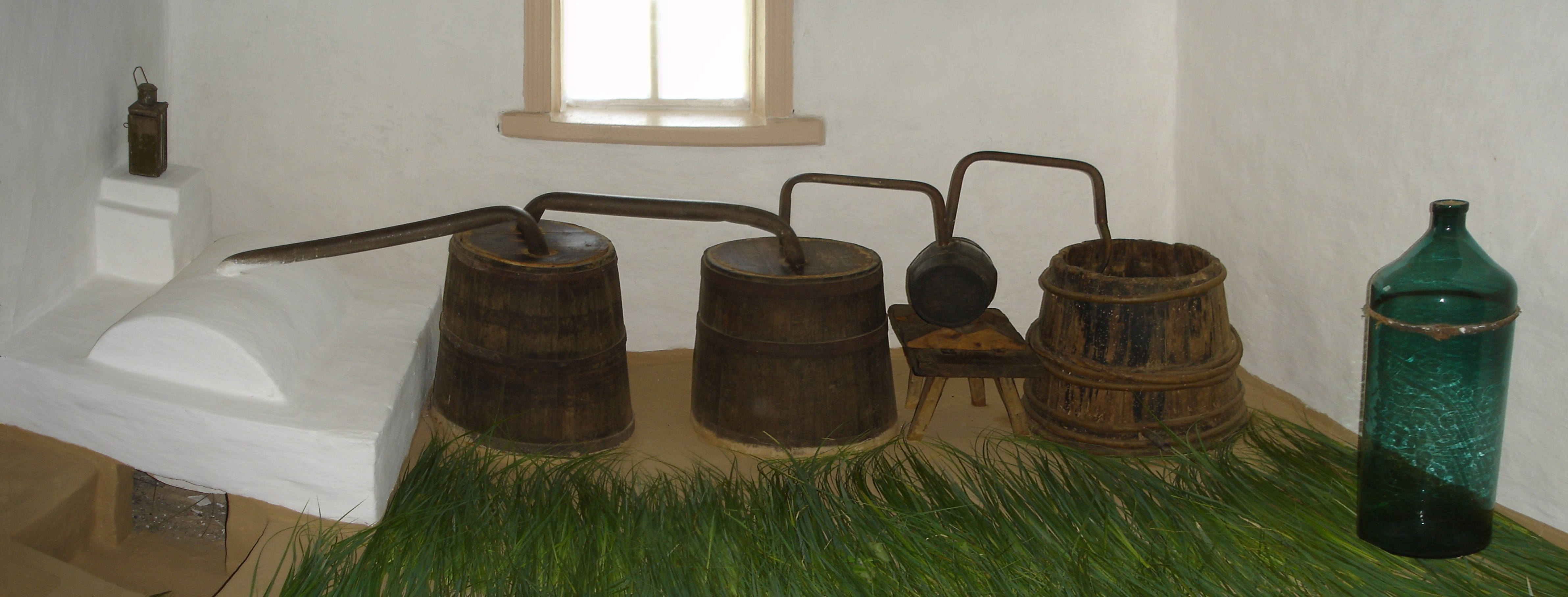
Багатоступенева перегонка горілки для її виробництва, в Музеї народної архітектури та побуту в Переяславі.

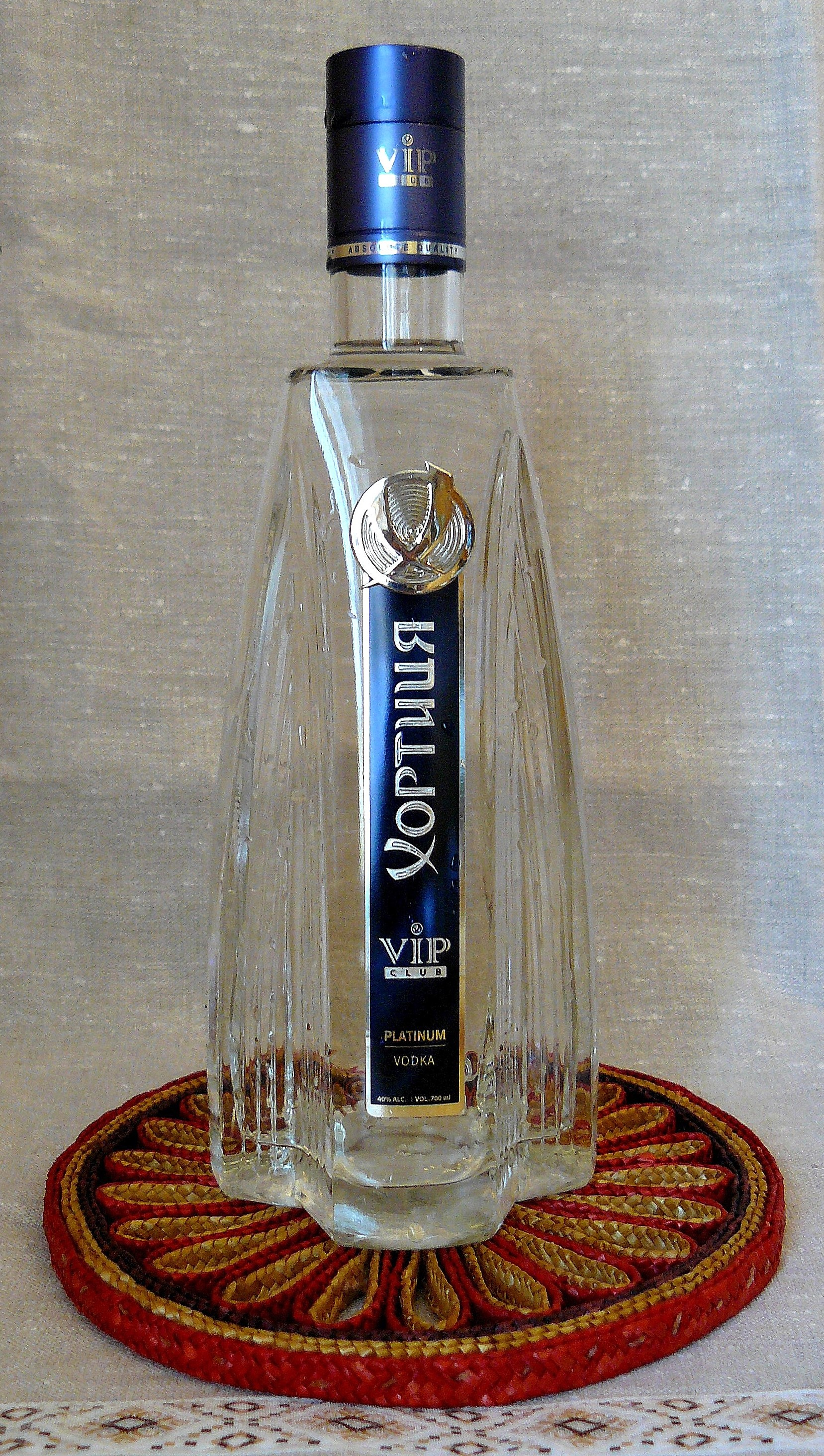
Українська горілка бренду Хортиця

Прототип горілки виготовив в X столітті перський лікар Ар-Разі, який першим виділив етанол шляхом перегонки. Рідина використовувалася винятково з медичною метою, оскільки Коран забороняє вживання алкоголю. У Європі перша перегонка спиртової рідини була зроблена італійським ченцем-алхіміком Василієм Валентином.
Перші «водки», тобто винний спирт, розведений водою майже навпіл, отримали на Заході назву aqua vitae («вода життя»), звідки походять як польська та українська «okowita-оковита», так і англійське віскі (англ. ірландське uisce beatha, [ˈɪʃcə ˈbʲahə]).
Горілка з'явилася на українських землях у XIV—XV століттях — тобто раніше, ніж у Московії. У XIV столітті винокуріння було стихійним. Люди гнали оковиту для власного вжитку в селах, хуторах і в містечках. У XVII столітті гетьмани вже почали видавати універсали з дозволом для окремих осіб виробляти й продавати горілку.
За часів Запорозької Січі, козаки вже у XVII сторіччі експортували українську оковиту в Росію (навіть у Москву). У 1667 р. в російських джерелах вперше зустрічається термін «черкасское вино». Так у Московії та за кордоном називали справжню українську горілку, вироблену з пшениці. Бо тодішня «московская водка», ще без назви, робилася з жита або з житньо-вівсяно-ячмінної суміші. В ті роки росіяни називали черкасами не лише порубіжне місто, але й народ, який там жив — українців. Більш міцні горілчані напої називалися шпагатівка (від засобу приготування — рідина стикала шпагатом (мотузкою — звідси синонім мотузяна), була вище 40 %), ще міцнішою була запридуха, назва якої свідчить за себе.

## Стандарти напою
Згідно з ДСТУ 3297:95. Лікеро-горілчана промисловість. Терміни та визначення понять, горілка — це алкогольний напій міцністю від 37,5 до 56,0 %, виготовлений обробленням водно-спиртової суміші спеціальними сорбентами з внесенням нелетких інгредієнтів, або без них.
Найрозповсюдженішою є горілка з вмістом спирту у 40 % (об'ємних одиниць). Вважається[ким?], що цей стандарт був запропонований свого часу російським хіміком Д. І. Менделєєвим для виробництва горілки, як водно-спиртової суміші, що має найменший парціальний тиск парів спирту і тому є оптимальною для отримання очікуваного фізіологічного ефекту. Проте, за даними І. С. Дмітрієва, директора музею-архіву Д. І. Менделєєва при СПбДУ, Менделєєв взагалі не цікавився концентраціями спиртних розчинів, характерних для горілки, і не намагався визначити оптимальну міцність горілки. Дані про цей діапазон концентрацій в його дисертації були узяті з ранішої роботи англійського хіміка Дж. Гильпіна. Сам же Менделєєв вивчав розчини вищих концентрацій. Також він не виявив жодних особливих фізико-хімічних властивостей в розчинів етанолу з цією концентрацією і ніяк їх окремо не виділяв. Більш того, Менделєєв горілку не пив, а віддавав перевагу сухому вину.

## Українські настоянки
В Україні існує чимало традиційних настоянок на горілці, що мають не тільки кращий за горілку смак, але ще й певні цілющі властивості. Серед найпоширеніших настоянок: перцівка, медовуха, спотикач, старка, калганівка, часниківка, зубрівка, дженджора, кминівка, настоянка на горіхових перетинках, мастихіна (поєднання горілки з мастикою, що настоються на кориці, гвоздиці, мушкатовій ґалці, цедрі помаранчу, з подальшою перегонкою й додаванням цукру).
У деяких українських регіонах за унікальною рецептурою на початку ХХ століття виготовляли горілку на продаж й у країни Західної Європи. На Волині відомий бренд «Любомльська пейсахівка» виготовляли з ароматних родзинок. Процес перегонки відбувався у кілька рівнів.

## Цікаві факти про горілку
- Літр 40 % горілки важить 953 г.
- 100 г горілки містить 235 ккал[13].
- Вміст альдегідів, ефірів та сивушних масел в горілці набагато менший, ніж в інших міцних напоях, але горілка часто вважається токсичнішою[джерело?].
- Алкоголь в холод не зігріває, а створює хибне та небезпечне відчуття тепла[14].